# Theopompos
Theopompos von Chios (griechisch Θεόπομπος Theópompos; * um 378/377 v. Chr. auf Chios; † zwischen 323 und 300 v. Chr. wahrscheinlich in Alexandria) war ein antiker griechischer Geschichtsschreiber und Rhetor.

## Leben
In früher Jugend scheint Theopompos einige Zeit in Athen verbracht zu haben, gemeinsam mit seinem Vater, der wegen seiner Sympathien für Sparta aus Chios verbannt war. Hier wurde er ein Schüler des Isokrates und machte schnell Fortschritte in der Rhetorik; es wird berichtet, dass Isokrates zu sagen pflegte, Ephoros von Kyme brauche den Sporn, Theopompos hingegen Zügel.
Anfangs scheint Theopompos  epideiktische Reden verfasst zu haben, in denen er solch eine Fertigkeit erlangte, dass er 352/351 den von Artemisia II. zu Ehren ihres Ehemanns gestifteten Preis für Redekunst erhielt, obwohl Isokrates unter den Wettbewerbern war. Es soll der Rat seines Lehrers gewesen sein, der schließlich seine Zukunft als Historiker bestimmte – eine Karriere, für die er durch seinen Vater und seine umfangreichen Kenntnisse der Menschen und Orte besonders geeignet sei. Durch die Einflussnahme Alexanders des Großen konnte er um 333 v. Chr. nach Chios zurückkehren, wo er eine Zeit lang der Anführer der aristokratischen Partei seiner Vaterstadt war. Nach Alexanders Tod wurde er erneut verbannt, nahm Zuflucht bei Ptolemaios I. in Ägypten, wo er anscheinend recht kühl empfangen wurde. Sein Todesjahr ist unbekannt.

## Werk
Die Schriften des Theopompos sind hauptsächlich historischer Natur und werden von späteren Autoren häufig zitiert. Zu ihnen gehören ein Auszug von Herodots Geschichte (dessen Echtheit zweifelhaft ist), die Hellenika (Hellenikai istoriai), die Geschichte Philipps (Philippikai istoriai) sowie verschiedene Lobschriften und mahnende Texte, darunter vor allem der Brief an Alexander.
Von seinen Werken waren bis 1907 nur wenige Fragmente bekannt. Das Papyrus-Fragment eines griechischen Geschichtsschreibers des 4. Jahrhunderts, von Bernard Pyne Grenfell und Arthur Surridge Hunt entdeckt und von ihnen in den Oxyrhynchus Papyri, Band 5 (Oxford, 1908) publiziert (siehe Hellenika Oxyrhynchia), wurde von Eduard Meyer, Ulrich von Wilamowitz-Moellendorff und Georg Busolt als Teil der Hellenika angesehen. Diese Identifikation wurde von Friedrich Blass, John Bagnell Bury, E. M. Walker und anderen angezweifelt, von denen die meisten das Fragment, bei dem es sich um einen umfangreichen Bericht über das Jahr 395 v. Chr. handelt, Kratippos zuschreiben. Jüngst ist jedoch auch Bruno Bleckmann wieder für Theopompos als Autor eingetreten.
Die Hellenika behandelt die Geschichte Griechenlands in zwölf Büchern von 411 v. Chr. (das Jahr, in dem Thukydides abbricht) bis 394 v. Chr., dem Jahr der Schlacht von Knidos (vgl. Diodor 13,42, mit 14, 84).
Eine wesentlich stärker ausgearbeitete Schrift war die Geschichte von Philipps Regierung (360-336) mit Abschweifungen über die Namen und Sitten der verschiedenen Völker und Länder, über die er so viele Gelegenheiten zu sprechen hatte, dass Philipp V. später den Umfang der Geschichte von 58 auf 16 Bücher reduzierte, indem er die Teile wegließ, die keine Beziehung zu Makedonien hatten. Der römische Historiker Pompeius Trogus, von dessen Historiae Philippicae der Auszug von Marcus Iunianus Iustinus existiert, hat viel von diesem Werk Theopompos’ abgeleitet. 53 Bücher gab es noch zur Zeit des Photios (9. Jahrhundert), der seinerseits einen Auszug des 12. Buchs hinterließ. Verschiedene Fragmente, hauptsächlich Anekdoten und Zusammenfassungen verschiedener Art zu den Charakteren von Ländern und Individuen, wurden von Athenaios, Plutarch und anderen überliefert. Plutarch benutzte den Abschnitt Über die athenischen Demagogen aus dem 10. Buch der Philippika, der bittere Angriffe auf viele athenische Staatsmänner enthält, später frei in einigen seiner Biographien.
Der Angriff auf Platon und die Abhandlung Über Pietät, die manchmal als getrennte Werke gesehen werden, waren vielleicht nur zwei der vielen Abschweifungen in der Geschichte Philipps; einige Autoren haben ihre Authentizität bezweifelt.
Vom Brief an Alexander besitzen wir ein oder zwei Fragmente, die von Athenaios zitiert werden, in denen die Sittenlosigkeit und Ausschweifungen des Harpalos streng getadelt werden.
Der verleumderische Angriff auf die drei Städte Athen, Sparta und Theben wurde jedoch von seinem Gegner Anaximenes von Lampsakos unter Theopompos’ Namen veröffentlicht.
Die Natur der erhaltenen Fragmente erzeugt unterschiedlichste Kritik der Antike an Theopompos. Ihr Stil ist klar und rein, voller ausgewählt deutlicher Ausdrücke, ihnen mangelt aber Gewicht und Würde. Die kunstvolle Einheitlichkeit der Geschichte Philipps leidet schwer unter den bereits erwähnten häufigen und langen Abschweifungen.
Ein weiterer Fehler des Theopompos war seine exzessive Vorliebe für romantische und unglaubliche Geschichten; eine Sammlung dieser Art wurde später produziert und unter seinem Namen veröffentlicht. Auch wurde er in der Antike wegen seiner Mäkeleien schwer gerügt, und quer durch die Fragmente ist kein Merkmal auffälliger als dieses. Im Ganzen scheint er jedoch halbwegs unvoreingenommen zu sein. Philipp selbst tadelt er streng wegen Trunkenheit und Sittenlosigkeit, während Demosthenes sein ganzes Lob erhält. – Siehe auch Meropis.

## Ausgaben und Übersetzungen
Die überlieferten Fragmente von Theopompos sind zu finden bei: Felix Jacoby, Die Fragmente der griechischen Historiker (FGrHist), Nr. 115. Eine englische Übersetzung der historischen Fragmente bietet Shrimpton (siehe unter Literatur).
- Jörg-Dieter Gauger, Barbara Gauger (Hrsg.): Fragmente der Historiker: Theopomp von Chios. Hiersemann, Stuttgart 2010, ISBN 978-3-7772-1000-1 (deutsche Übersetzung der historischen Fragmente).